# 小黒村
小黒村（こぐろむら）は、かつて新潟県東頸城郡にあった村。

## 沿革
- 1901年（明治34年）11月1日 - 東頸城郡小切戸村、沼木村、行野村及び安塚村の区域のうち、大字和田の区域が合併して、東頸城郡小黒村が発足する。
- 1955年（昭和30年）3月31日 - 東頸城郡安塚村の区域の一部、菱里村及び小黒村が合併して、改めて東頸城郡安塚村が発足する。

## 村長
- 横尾義智 - ろう者では日本初の村長